# Briana Evigan
Briana Evigan (Los Angeles, 23 oktober 1986) is een Amerikaans actrice en danseres.
Evigan werd geboren als de dochter van een acteur. Ze is de jongste van drie kinderen. Vanaf 2003 begon ze in verschillende muziekvideo's en films te verschijnen. In 2008 kwam haar debuut, met de hoofdrol in Step Up 2: The Streets (2008). Hiervoor kreeg ze een MTV Movie Award in de categorie "Beste Filmzoen". Daarnaast kreeg ze een Teen Choice Award-nominatie, maar verloor van Ellen Page.
Evigan werd opgemerkt door het publiek en kreeg een hoofdrol in de horrorfilm Sorority Row, een remake op The House on Sorority Row (1983). Verder was ze naast Daveigh Chase en Ed Westwick te zien in S. Darko, het vervolg op de cultklassieker Donnie Darko.

## Filmografie
- Biblioteca Nacional de España: XX4837460
- Bibliothèque nationale de France: cb158568138 (data)
- Gemeinsame Normdatei: 1011248689
- International Standard Name Identifier: 0000 0001 1885 8046
- Library of Congress Control Number: no97039489
- Nationale Bibliotheek van Tsjechië: osd2013765662
- Nederlandse Thesaurus van Auteursnamen: 31308520X
- Virtual International Authority File: 15105806
- WorldCat: E39PBJhxt8Tfqv7bMMfgJyYMfq